# اندیس جوشین
جوشین یک اندیس فلزی است که در حوالی شهر خانه خاتون استان کرمان قرار دارد و مادهٔ معدنی موجود در آن، مس است.  